# Валле, Франсуа Луи
Франсуа Луи Валле (фр. François Louis Isidore Valleix) (14 января 1807, Тулуза — 12 июля 1855, Париж) — французский педиатр.
Изучал медицину в Париже, где в 1831 году он начал работать стажером в больнице. В 1835 году получил степень доктора медицинских наук, защитив диссертацию по медленной асфиксии новорожденного. В 1836 году он стал врачом центрального бюро Парижа, а с 1841 служил стал врачом центральной больницы Парижа. Умер в 1855 году после заражения дифтерией от больного ребенка.
В 1834 году он стал членом анатомического союза Парижа. Его имя часто ассоциируется с «Точками Валле», которые описаны как поверхностные точки по ходу нервов, давление на которые причиняет боль в случаях невралгии.

## Основные произведения
- "De l'asphyxie lente chez les enfans nouveau-nés", 1835 – Медленная асфиксия новорожденного.
- "Clinique des maladies des enfants nouveau-nés", 1838 – Клинические болезни новорожденных.
- "Traité des névralgies, ou, Affections douloureuses des nerfs", 1841 – Трактат о невралгии; болезненные расстройства нервов.
- "Guide du medecin praticien : ou résumé general de pathologie interne et de therapeutique appliquées" (10 volumes), 1842-1847 – Руководство для практикующего врача; общие черты внутренней патологии и прикладной терапии.[7]